# Llucmaçanes

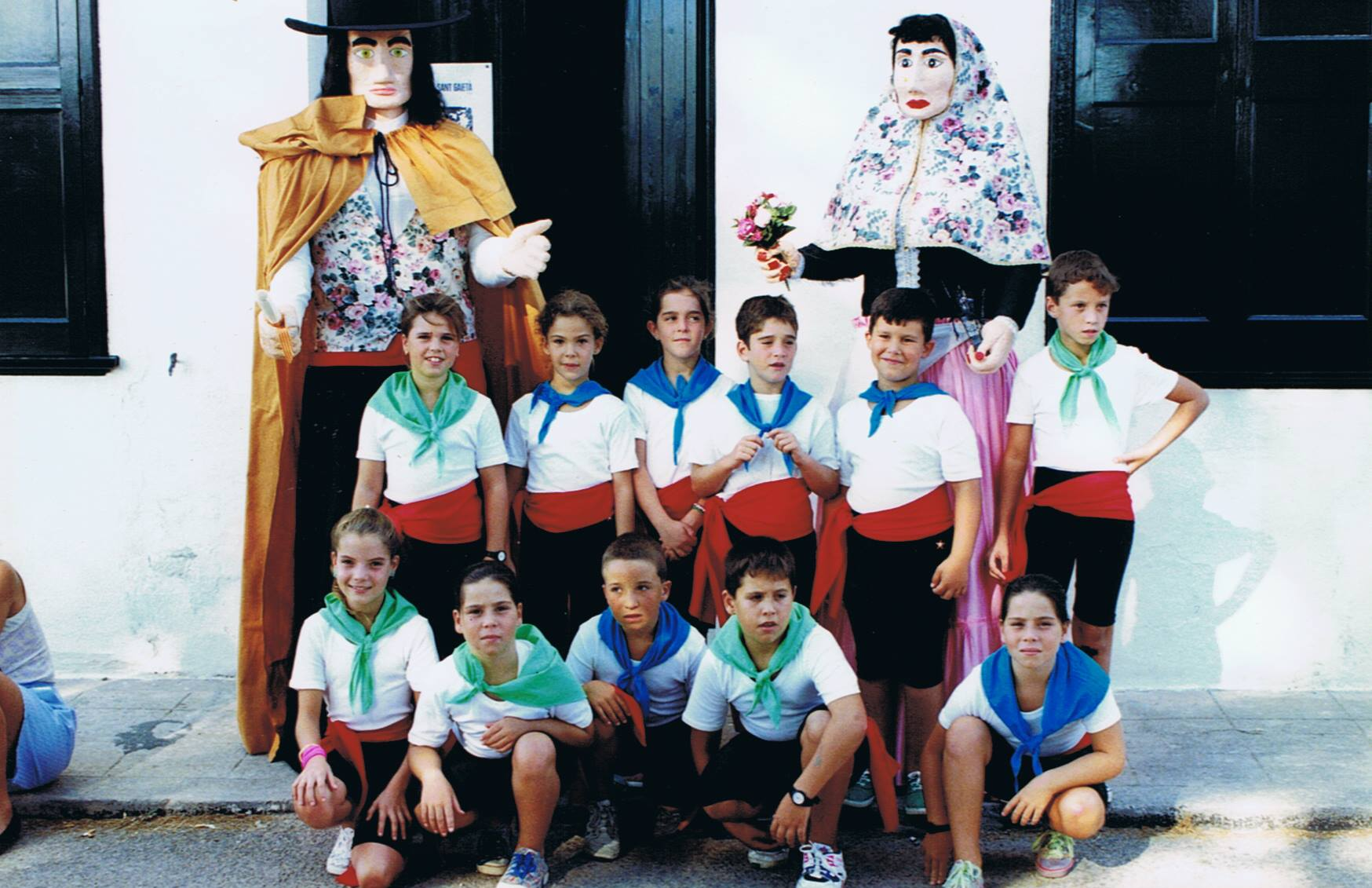
La primera foto de la Colla de geganters de Llucmaçanes per les festes de Sant Gaietà l'any 1991.

Llucmaçanes és un petit nucli urbà de Maó de 169 habitants. Antigament era un llogaret format per una vintena de cases típiques menorquines. Com que aquestes augmentaven dispersament entre els camins de Maó, de Na Ferranda i d'Es Garrové, l'arquitecte Antoni Vila i Palmès, l'any 1889, dissenyà un pla per a alinear-les. Aquests carrers rectilinis mai no van seguir-se, i el nucli del poble sempre ha mantingut la fisonomia camperola de les arquitectures rurals.
Està envoltat de terres amb vinyes, i té, del 1885 ençà, una església dedicada a Sant Gaietà, sufragània de la de Santa Maria de Maó, amb una plaça just al davant, on tenen lloc les celebracions. La festa, dedicada a Sant Gaietà, se celebra el primer cap de setmana d'agost.
A Llucmaçanes hi ha la primera colla gegantera que es va crear a Menorca, formada el 1990.